# Pismo spremnosti
Pismo spremnosti je obavijest brodara naručitelju (krcatelju, primatelju ili nekom drugom) o dolasku broda u luku ili na vez i o spremnosti broda za ukrcaj ili iskrcaj tereta.
Brodar ju je dužan dati za brod u slobodnoj plovidibi. Ta njegova obveza proizlazi najčešće iz samog brodarskog ugovora na putovanje, iako je ona redovno utvrđena i zakonskim i lučkim užancama. Zakonski propisi tu su redovno dispozitivne naravi, ali ako oni, tako i lučke užance i brodarski ugovori redovito utvrđuju način, vrijeme i mjesto predaje obavjesti, a zakon i užance još i postupak ako nema mogućnosti njezina uručenja. Predaje ove obavjesti bitan je preduvjet za prihvat broda od strane naručitelja za ukrcavanje i iskrcavanje te računanje stojnica, pa se to uređuje u brodarskom ugovoru posebnom klauzulom ili u sklopu klauzule o stojnicama. U linijskoj plovidbi obavijest se ne predaje, jer brod plovi po objavljenom redu plovidbe i smatra se spremnim za ukrcavanje ili iskrcavanje kada ga brodar postavi na mjesto koje je u luci za tu svrhu uobičajeno, odnosno koje mu je brodar osigurao. Općenito uzevši, obavijest o spemnosti ne mora bezuvjetno biti u pisanom obliku osim ako je to nije posebno određeno. Praksa međutim koristi isključivo pismeni oblik obavještavanja kao najlakši način dokazivanja da je o toj obvezi udovoljeno.  